# Джуді Грір
Джуді Грір (англ. Judy Greer), Джудіт Тереза Еванс (англ. Judith Therese Evans; нар. 20 липня 1975) — американська акторка.

## Біографія
Народилася 20 липня 1975 року в Детройті, штат Мічиган.
Батьки Річард Еванс, інженер-механік та Моллі Енн Грір, адміністратор лікарні та колишня черниця. Навчалася в середній школі Вінстона Черчилля в Лівонії, штат Мічиган. Протягом майже десяти років займалася балетом. Закінчила престижну акторську школу в Університеті Де Пола в 1997 році. Серед фільмів з її участю — «Весільний переполох», «Поцілунок понарошку», «Із 13 в 30». В основному, грає ролі подруг головних героїнь.

## Особисте життя
17 грудня 2011 року одружилася з Діном Е. Джонсоном.

## Фільмографія

### Фільми
| Рік  |    | Українська назва            | Оригінальна назва              | Роль                        |
| ---- | -- | --------------------------- | ------------------------------ | --------------------------- |
| 1998 | ф  |                             | Kissing a Fool                 | Андреа                      |
| 1999 | ф  | Королеви вбивства           | Jawbreaker                     | Ферн                        |
| 1999 | ф  | Три королі                  | Three Kings                    | Кеті Дейтч                  |
| 2000 | ф  | З якої ти планети?          | What Planet Are You From?      | Ребекка                     |
| 2000 | ф  |                             | The Specials                   | Смертельна дівчина          |
| 2000 | ф  | Чого хочуть жінки           | What Women Want                | Ерін                        |
| 2001 | ф  | Весільний переполох         | The Wedding Planner            | Пенні                       |
| 2002 | ф  | Адаптація                   | Adaptation.                    | Еліс, офіціантка            |
| 2003 | ф  | Два життя Ґрея Еванса       | I Love Your Work               | Саманта                     |
| 2004 | ф  | Із 13 в 30                  | 13 Going on 30                 | Люсі Вайман                 |
| 2004 | ф  | Таємничий ліс               | The Village                    | Кітті Вокер                 |
| 2004 | ф  | Останній кадр               | The Last Shot                  | дівчина з Емілі Френч       |
| 2005 | ф  | Перевертні                  | Cursed                         | Джоанне                     |
| 2005 | ф  | Елізабеттаун                | Elizabethtown                  | Гізер Бейлор                |
| 2006 | ф  | Американська мрія           | American Dreamz                | Аккордо                     |
| 2006 | ф  | Телевізор                   | The TV Set                     | Еліс                        |
| 2008 | ф  | 27 весіль                   | 27 dresses                     | Кейсі                       |
| 2008 | ф  | Візіонери                   | Visioneers                     | Мішель                      |
| 2009 | ф  | Кохання трапляється         | Love Happens                   | Марті                       |
| 2010 | ф  | Мармадюк                    | Marmaduke                      | Деббі Вінслоу               |
| 2010 | ф  | Кримінальна фішка від Генрі | Henry's Crime                  | Деббі Турне                 |
| 2010 | ф  | Світ через замкову щілину   | Peep World                     | Лаура                       |
| 2010 | ф  | Кохання та інші ліки        | Love and Other Drugs           | Сінді                       |
| 2011 | ф  | Нащадки                     | The Descendants                | Джулі Спір                  |
| 2011 | ф  | Джефф, який мешкає вдома    | Jeff, Who Lives at Home        | Лінда                       |
| 2012 | ф  | Чоловік нарозхват           | Playing for Keeps              | Берд                        |
| 2013 | ф  | Керрі                       | Carrie                         | міс Десжардін               |
| 2014 | ф  | Світанок планети мавп       | Dawn of the Planet of the Apes | Корнелія                    |
| 2014 | ф  | Чоловіки, жінки та діти     | Men, Women & Children          | Донна Клінт                 |
| 2015 | ф  | Земля майбутнього           | Tomorrowland                   | Дженні Ньютон               |
| 2015 | ф  | Антураж                     | Entourage                      | режисер кастингу            |
| 2015 | ф  | Світ Юрського періоду       | Jurassic World                 | Карен                       |
| 2015 | ф  | Людина-мураха               | Ant-Man                        | Меггі Ленг                  |
| 2017 | ф  | Війна за планету мавп       | War for the Planet of the Apes | Корнелія                    |
| 2017 | ф  | Це школа, бро!              | Adventures in Public School    | Клер Гіп                    |
| 2018 | ф  | Поїзд на Париж              | The 15:17 to Paris             | Джойс Ескель                |
| 2018 | ф  |                             | Measure of a Man               | Ленор Маркс                 |
| 2018 | ф  | Людина-мураха та Оса        | Ant-man and The Wasp           | Меггі Ленг                  |
| 2018 | ф  | Хелловін                    | Halloween                      | Карен Строуд                |
| 2018 | ф  | Тачка на мільйон            | Driven                         | Еллен Гоффман               |
| 2019 | ф  |                             | Buffaloed                      | Кеті                        |
| 2019 | ф  | Де ти поділась, Бернадетт?  | Where'd You Go, Bernadette     | лікар Курц                  |
| 2019 | ф  | Ігри з вогнем               | Playing with Fire              | Емі Гікс                    |
| 2020 | ф  |                             | Uncle Frank                    | Кіті Бледсо                 |
| 2020 | ф  |                             | Valley Girl                    | Діана Річман                |
| 2021 | мф |                             | America: The Motion Picture    | Марта Вашингтон (озвучення) |
| 2021 | ф  | Гелловін убиває             | Halloween Kills                | Карен Нельсон               |
| 2021 | ф  | Господиня маєтку            | Lady of the Manor              | леді Водсворт               |
| 2022 | ф  | Гелловін. Кінець            | Halloween Ends                 | Карен Нельсон               |
| 2023 | ф  | Вартові галактики 3         | Guardians of the Galaxy Vol. 3 | бойовий хряк (озвучення)    |
| 2023 | ф  |                             | Eric Larue                     | Дженіс                      |
| 2023 | ф  |                             | Апорія Aporia                  | Софі                        |
| 2025 | ф  | Довга хода                  | The Long Walk                  | місіс Ґерреті               |

### Серіали
| Рік       |    | Українська назва                | Оригінальна назва                 | Роль                                                                    |
| --------- | -- | ------------------------------- | --------------------------------- | ----------------------------------------------------------------------- |
| 1997      | с  | Ранковий випуск                 | Early Edition                     | Сінді (Епізод: "Angels and Devils")                                     |
| 1998      | с  |                                 | Oh Baby                           | Гейл (Епізод: "The Hut")                                                |
| 1999      | с  |                                 | Maggie Winters                    | Тавні (Епізод: "Girls Night Out")                                       |
| 1999—2000 | с  |                                 | Love & Money                      | Пафф Конклін (13 епізодів)                                              |
| 2002—2021 | мс | Гріфіни                         | Family Guy                        | різін ролі (озвучення, 7 епізодів)                                      |
| 2003      | с  | Журнал мод                      | Just Shoot Me!                    | Бріджит (Епізод: "Rivals in Romance")                                   |
| 2003—2018 | с  | Уповільнений розвиток           | Arrested Development              | Кітті Санчес (13 епізодів)                                              |
| 2005      | с  | C.S.I.: Місце злочину Маямі     | CSI: Miami                        | Памела Воррен (Епізод: "Shootout")                                      |
| 2006      | с  | Мене звати Ерл                  | My Name Is Earl                   | Меггі Лестер (Епізод: "Sticks & Stones")                                |
| 2007—2015 | с  | Два з половиною чоловіки        | Two and a Half Men                | Майра / Бріджит Шмідт / Денні (13 епізодів)                             |
| 2007—2011 | с  | У Філадельфії завжди сонячно    | It's Always Sunny in Philadelphia | Інгрід Нельсон (2 епізоди)                                              |
| 2007—2012 | с  | Секс і Каліфорнія               | Californication                   | Тріксі (4 епізоди)                                                      |
| 2009      | с  | Швидка допомога                 | ER                                | Тільді Малліган (Епізод: "T-Minus-6")                                   |
| 2009      | с  | Доктор Хаус                     | House M.D.                        | Морган Вест (Епізод: "Here Kitty")                                      |
| 2009—2022 | мс | Арчер                           | Archer                            | Шеріл Тант (озвучення, 135 епізодів)                                    |
| 2010      | с  | Американська сімейка            | Modern Family                     | Деніз (Епізод: "Truth Be Told")                                         |
| 2010      | с  | Теорія великого вибуху          | The Big Bang Theory               | доктор Елізабет Плимптон (Епізод: "The Plimpton Stimulation")           |
| 2010      | с  | Як я познайомився з вашою мамою | How I Met Your Mother             | Ройс (Епізод: "The Wedding Bride")                                      |
| 2012      | мс | Ден проти                       | Dan Vs.                           | Дженніфер (озвучення, Епізод: "Dan vs. the Neighbors")                  |
| 2012      | с  | Дорогий доктор                  | Royal Pains                       | Вероніка Салліван (Епізод: "You Give Love a Bad Name")                  |
| 2013      | мс | Робоцип                         | Robot Chicken                     | Дороті Ґейл / Джейн Джетсон (озвучення, Епізод: "Robot Fight Accident") |
| 2014—2015 | с  | Одружені                        | Married                           | Ліна Боуман (головна роль, 23 епізоди)                                  |
| 2014      | мс | Кінь БоДжек                     | BoJack Horseman                   | Пем (озвучення, Епізод: "BoJack Hates the Troops")                      |
| 2015—2016 | с  | Майстри сексу                   | Masters of Sex                    | Еліс Логан (4 епізоди)                                                  |
| 2015      | с  | Матуся                          | Mom                               | Мішель (Епізод: "Mozzarella Sticks and a Gay Piano Ba")                 |
| 2018—2020 | с  | Жартую                          | Kidding                           | Джилл (20 епізодів)                                                     |
| 2020      | с  | Шоу Еріка Андре                 | The Eric Andre Show               | у ролі самої себе (Епізод: "A King is Born")                            |
| 2021      | с  | Дзвінки                         | Calls                             | Алексіс (Епізод: "Pedro Across the Street")                             |
| 2022      | с  | Перша леді                      | First Lady                        | Ненсі Хоу (4 епізоди)                                                   |
| 2023      | с  | Сантехніки Білого дому          | The White House Plumbers          | Френ Лідді (5 епізодів)                                                 |